# Малков, Пётр Лукич
Пётр Лукич Малков (23 октября 1924, с. Семаки, Вятская губерния, РСФСР — 22 января 2014, Волгоград, Российская Федерация) — советский и российский скульптор, народный художник РСФСР (1984).

## Биография
Участник Великой Отечественной войны.
В 1952 г. окончил Одесское художественное училище, в 1959 г. — с отличием Ленинградское высшее художественно-промышленное училище им. В. И. Мухиной по специализации «Монументальная станковая скульптура». Преимущественно работал в портретном жанре. Среди значимых работ 1960-х гг. — портреты Александра Матросова, Тараса Шевченко и другие.
Многие годы являлся профессором Волгоградского архитектурно-строительного университета, заведовал кафедрой живописи и скульптуры. В 1962 г. был принят в члены Союза художников России.
С 1966 г. мастерская скульптора находится в Волжском (на площади Свердлова). В городе им созданы многие местные достопримечательности: въездной знак, памятник Ф. Г. Логинову, монумент «Комсомольская слава», памятник Якову Свердлову, а также воинам, погибшим в годы Гражданской и Великой Отечественной войн. Из последних работ — памятники А. С. Пушкину, маршалу Г. К. Жукову. Всего в Волжском находится 11 скульптурных работ Малкова.
Им создана одна из достопримечательностей Волгограда, — рельеф на Доме Павлова, увековечивший в пластике подвиг защитников Сталинграда (рельеф выполнен совместно со скульптором Головановым А. В.).
Похоронен на Димитриевском кладбище в Волгограде.

## Награды и звания
Был отмечен боевыми наградами: медалью «За отвагу», орденом Отечественной войны II степени, двумя орденами Красной Звезды, медалью «За победу над Германией».
Награждён орденом «Знак Почета», медалями «Ветеран труда», «За доблестный труд».
В 1984 г. ему было присвоено звание «Народный художник РСФСР».